# Recurso de apelación
El recurso de apelación es un medio de impugnación a través del cual se busca que un tribunal de jerarquía mayor  solucione conforme a Derecho la resolución del inferior. Las apelaciones funcionan tanto como un proceso de corrección de errores como un proceso de aclaración e interpretación de la ley. Aunque los tribunales de apelación han existido durante miles de años, los países de ley común no incorporaron un derecho afirmativo a apelar en su jurisprudencia hasta el siglo XIX.
Dentro del orden jurisdiccional existen diferentes instancias ordenadas de forma jerárquica. Esto significa que la decisión de un órgano jurisdiccional puede ser revisada por uno superior. Cuando un juez o tribunal emite una resolución judicial, es posible que alguna de las partes implicadas no esté de acuerdo con la decisión. En este caso, habitualmente, la parte puede usar la apelación, a través de la cual se recurre a un órgano jurisdiccional superior para que revise el auto judicial o la sentencia y, si estima que tiene defectos, la corrija en consecuencia.
El equivalente en el orden administrativo suele denominarse recurso de alzada, que es la forma en que se solicita al funcionario superior que revise la decisión de un subordinado y que se contrapone al recurso de reposición o reconsideración, que se dirige al mismo funcionario que dictó la resolución.
Cuando una sentencia jurisdiccional no admite ningún recurso, o ha terminado el plazo para presentarlos, se denomina sentencia firme.

## Historia
Los tribunales de apelación y otros sistemas de corrección de errores han existido durante muchos milenios. Durante la primera dinastía de Babilonia, Hammurabi y sus gobernadores sirvieron como los tribunales de apelación más altos de la tierra. El derecho romano antiguo reconocía el derecho de apelación en las leyes Valeriana y Porciana desde el año 509 a. C.. Más tarde empleó una compleja jerarquía de tribunales de apelación, donde algunas apelaciones serían escuchadas por el emperador. Además, los tribunales de apelación han existido en Japón desde al menos el shogunato Kamakura (1185-1333). Durante este tiempo, el shogunato estableció el hikitsuke, un alto tribunal de apelación para ayudar al estado en la adjudicación de los pleitos.
Aunque algunos estudiosos sostienen que "el derecho a apelar es en sí mismo un interés sustantivo de libertad", la noción de derecho de apelación es relativamente reciente en las jurisdicciones de common law. Commentators have observed that common law jurisdictions were particularly "slow to incorporate a right to appeal into either its civil or criminal jurisprudence".
La idea de una apelación de tribunal a tribunal (a diferencia de tribunal directamente a la Corona) era desconocida en los primeros tribunales ingleses. Los tribunales ingleses del common law desarrollaron con el tiempo los writs of error y certiorari como vías de recurso, pero ambos tipos de writs estaban severamente limitados en comparación con las apelaciones modernas en términos de disponibilidad, alcance de la revisión y recursos ofrecidos.  Por ejemplo, los mandamientos de error originalmente no estaban disponibles como una cuestión de derecho y sólo se emitían por recomendación del fiscal general (que inicialmente era discrecional, pero en los tiempos modernos se concedía regularmente).  Originalmente, el certiorari sólo estaba disponible para los delitos sumarios; a principios del siglo XIX, el certiorari pasó a estar disponible para los delitos encausables, pero sólo para obtener alivio antes de la sentencia. Debido a la insatisfacción generalizada con los writs (que dio lugar a la introducción de al menos 28 proyectos de ley distintos en el Parlamento), Inglaterra cambió a las apelaciones en los casos civiles en 1873, y en los casos penales en 1907.
Los Estados Unidos crearon por primera vez un sistema de tribunales federales de apelación en 1789, (El artículo III de la Constitución de los Estados Unidos especifica que "El Poder Judicial de los Estados Unidos, recaerá en un Tribunal Supremo, y en los Tribunales inferiores que el Congreso pueda de vez en cuando ordenar y establecer."). En 1789, el Congreso creó el primer sistema de tribunales de apelación intermedios, conocidos como tribunales federales de circuito, que tenían jurisdicción de apelación sobre ciertos asuntos decididos por los tribunales de distrito. Estos tribunales federales de circuito estaban integrados por dos magistrados del Tribunal Supremo de los Estados Unidos y un juez de tribunal de distrito. En 1891, el Congreso creó el sistema existente de tribunales de apelación de los Estados Unidos, que conocen de las apelaciones de los tribunales de distrito de los Estados Unidos dentro de áreas geográficas limitadas.  Por ejemplo, el Tribunal de Apelaciones de los Estados Unidos para el Quinto Circuito conoce de las apelaciones originadas en los tribunales de distrito de los Estados Unidos en Luisiana, Misisipi y Texas. Las decisiones en los tribunales de circuito suelen ser tomadas por paneles rotatorios de tres jueces elegidos entre los jueces que se sientan dentro de ese circuito, y los tribunales de circuito también deciden ocasionalmente casos en banc.<}}pero el derecho federal de apelación no existió en los Estados Unidos hasta 1889, cuando el Congreso aprobó la Ley Judicial para permitir las apelaciones en los casos de pena capital.  Dos años más tarde, el derecho de apelación se extendió a otros casos penales, y se establecieron los tribunales de apelación de los Estados Unidos para revisar las decisiones de los tribunales de distrito.  Algunos estados, como Minnesota, todavía no reconocen formalmente el derecho a las apelaciones penales. El Tribunal Supremo de los Estados Unidos ha dictaminado reiteradamente que no existe un derecho constitucional federal a la apelación.

## Características
- La apelación es un recurso ordinario, es decir, la ley lo admite por regla general contra toda clase de resoluciones.
- Además, es un recurso constitutivo de instancia, lo que significa que el tribunal superior puede pronunciarse sobre todas las cuestiones de hecho y derecho que han sido discutidas en el proceso. En otras palabras, no está limitado solo a revisar la aplicación correcta de la ley, como sucede en los recursos de casación.
- Aunque normalmente varía en función de la legislación y de la materia, lo normal es que el ámbito del tribunal en la apelación se limite a lo solicitado por las partes (el petitum). Es posible que una sentencia no sea completamente favorable a ninguna de las partes, y si solo una de las partes apela una decisión, el tribunal que revisa el caso no puede perjudicar la situación del apelante y dictar una nueva sentencia que le sea más perjudicial (reformatio in peius). En este caso, lo normal es que ambas partes presenten apelaciones, de forma que el órgano judicial tenga un ámbito de actuación mayor.
- Se trata de un recurso de enmienda, pues se interpone ante el mismo tribunal que dictó la resolución que se ataca, para que conozca y resuelva el tribunal superior jerárquico.[19]

## Importancia de la apelación
El recurso de apelación se considera una expresión del derecho a la tutela judicial efectiva. Hasta tal punto es así que el Tribunal Europeo de Derechos Humanos ha reconocido que se vulnera este derecho si, en un juicio penal, un acusado no tiene derecho a apelar su sentencia condenatoria.
Se distingue el recurso de apelación de los siguientes:
- Recurso de alzada: es el equivalente de la apelación en el orden administrativo
- Recurso de casación: de este recurso conoce un tribunal superior, habitualmente un Tribunal Supremo, y es más limitado que el de apelación.
- Recurso de queja, reforma o reposición: se interpone ante el mismo órgano jurisdiccional que dictó la resolución recurrida. Existe en muchos ordenamientos, pero su uso se limita, comúnmente, a la revisión de ciertos autos. También tiene utilidad en los casos especiales en los que la sentencia en primera instancia la dicta el órgano jerárquicamente superior.
- Recurso de amparo: se interpone ante un tribunal superior, habitualmente un Tribunal Supremo, o ante un Tribunal Constitucional, por la vulneración de derechos fundamentales.

## Procedimiento del recurso de apelación en el derecho español
El recurso de apelación se interpondrá ante el tribunal que haya dictado la resolución que se impugne dentro del plazo de veinte días contados desde el día siguiente a la notificación de aquélla.(art. 458.1 LEC 1/2000).
En el recurso se formularán las alegaciones en que se funde la impugnación, tanto defectos fácticos como jurídicos, incluida la infracción de normas o garantías procesales cuando previamente se hubiera formulado protesta habiendo ocasión para ello (art. 459 LEC).
Se podrá formular prueba siempre que se cumplan las condiciones que establece el art. 460 LEC.
Será necesario constituir depósito para recurrir (Disposición Adicional 15.ª Ley Orgánica del Poder Judicial).
El recurso de apelación será admitido por el Letrado de la Administración de Justicia cuando se cumplen los presupuestos para ello. De entender que no es así, en su caso tras intentar la subsanación, dará cuenta al titular de la potestad jurisdiccional para que decida sobre su admisión, en forma de providencia si admite o de auto si no admite, en este último caso recurrible mediante recurso de queja (art. 457.4 LEC).
Una vez admitido el recurso se dará traslado del mismo a la parte recurrida, quien podrá presentar oposición al recurso y, de tener gravamen, impugnación, denominada apelación posterior (art. 461 LEC). Esta apelación posterior no está limitada materialmente por el recurso inicial de la contraparte, pero, sí lo estará por el mismo recurso que se hubiera podido haber interpuesto por la propia parte. Si se interpone apelación posterior, se dará a su vez traslado a la recurrente inicial para que pueda oponerse.
Una vez finalizado el trámite de interposición se remitirán los autos al órgano superior competente funcionalmente para conocer (generalmente Audiencia Provincial). Y las partes serán emplazadas para personarse dentro del plazo de treinta días con advertencia de que, si no se persona el recurrente, supondrá desistimiento del recurso (art. 463.1 LEC).
En caso de haberse propuesto, el órgano superior decidirá sobre la admisión. Y si se admite y es necesario se señalará día y hora para la vista a los efectos de la práctica de la prueba.
La forma de sentencia o auto de la decisión por el órgano superior será la misma a la forma de la resolución impugnada (art. 465 LEC).

## En otros países

### Canadá

#### Derecho penal
En el derecho penal canadiense, los procedimientos de apelación relativos a actos delictivos están previstos en los artículos 673 y siguientes del Código Penal2.
derecho civil quebequense 

#### Derecho civil quebequense
En el derecho civil quebequense, las normas relativas al recurso se encuentran en los artículos 30 a 32 y 351 y siguientes del Código de Procedimiento Civil de Quebec.. .

### Francia
La legislación francesa considera que el recurso es un recurso ordinario que permite someter el caso a magistrados con más experiencia. Luego se vuelve a juzgar el caso, de hecho y de derecho.
La apertura de la convocatoria no es sistemática. Así, en el procedimiento civil, sólo es posible si la cuestión en litigio ha alcanzado un determinado valor denominado tipo jurisdiccional, actualmente fijado en 5.000 euros.

### Suiza
Según la legislación suiza, la apelación es la vía jurídica ordinaria para impugnar una decisión de primera instancia ante el tribunal cantonal. El recurso de apelación permite al tribunal de segunda instancia conocer plenamente el caso, es decir puede revisar los hechos y el derecho (el recurso legal se llama “perfecto”).
Al ser el recurso legal general, se aplica si no hay disposición que lo excluya (por ejemplo, en materia de procesamiento) y si se cumplen sus condiciones: la decisión solicitada debe ser definitiva o incidental, y si el asunto es de carácter patrimonial. , el valor en litigio debe ser de al menos 10.000 francos.
El recurso implica un efecto suspensivo automático sobre el proceso en curso. así como un efecto devolutivo completo (el tribunal de primera instancia pierde su competencia en este caso). Su efecto es también reformatorio, adoptando la segunda instancia una nueva decisión que sustituye a la primera.
El recurso de apelación se rige por el Código de Procedimiento Civil (artículos 308 y siguientes), y el Código de Procedimiento Penal (artículos 398 y siguientes). Si el recurso no es abierto, se abre el recurso subsidiariamente. El recurso se refiere a actos o decisiones procesales que no son susceptibles de recurso.

### Chile
En Chile, el recurso de apelación es aquel medio de impugnación de parte agraviada con la dictación de una resolución judicial, por medio de la cual se solicita al tribunal que la dictó que eleve el conocimiento al tribunal superior jerárquico con el objeto que éste la enmiende con arreglo a  derecho.
Adhesión a la apelación
La adhesión a la apelación es la facultad que tiene el apelado para pedir la reforma de la sentencia que ha sido apelada en la parte que estime más gravosa (artículo 216 del Código de Procedimiento Civil). Esta figura opera especialmente en casos de sentencias mixtas, es decir, aquellas que no satisfacen completamente las pretensiones de ambas partes. En esencia, la adhesión no es más que una apelación presentada por el apelado.
Para que proceda la adhesión a la apelación, se deben cumplir ciertos requisitos. Primero, es necesario que una de las partes haya interpuesto un recurso de apelación. Segundo, dicho recurso debe encontrarse pendiente. Tercero, la sentencia debe causar agravio al apelado. Finalmente, el apelado debe manifestar su intención de adherirse al recurso dentro de los plazos establecidos y cumpliendo con las formalidades legales.
Existen dos momentos procesales en los que puede realizarse la adhesión. En primera instancia, esta debe presentarse antes de que los autos se eleven al tribunal superior. En segunda instancia, el apelado puede adherirse dentro del plazo señalado en el artículo 200 CPC para comparecer en esa etapa. Es fundamental que la apelación principal esté vigente en el momento de la adhesión, lo que se acredita mediante la consignación de la hora de presentación de los escritos de adhesión y desistimiento, tal como dispone la ley.
El escrito de adhesión debe cumplir con los mismos requisitos exigidos para la apelación según el artículo 189 CPC. En caso de no cumplir con estas formalidades o de ser presentado fuera de plazo, el tribunal podrá declararlo inadmisible, incluso de oficio. Además, si el apelado no comparece en segunda instancia dentro del plazo legal, la adhesión será declarada desierta.
Respecto de la naturaleza jurídica de la adhesión a la apelación, se han planteado dos teorías. La primera sostiene que es una apelación accesoria, lo que significa que depende de la existencia de la apelación principal y se extingue si esta desaparece. La segunda tesis, más aceptada, indica que, aunque la adhesión nace condicionada a la existencia de la apelación principal, una vez presentada adquiere independencia. Esta postura se respalda en aspectos como la posibilidad de prescripción y deserción separadas.
Terminación del recurso de apelación
El recurso de apelación puede terminar de diversas formas, algunas consideradas normales y otras anormales, dependiendo si se cumple con el objetivo de revisión del fallo de primera instancia o si concluye por otros motivos durante su tramitación.
La manera habitual de terminar con el recurso de apelación es mediante la dictación de la resolución del tribunal de alzada. Este tribunal puede:
1. Modificar: Alterar el contenido del fallo de primera instancia.
2. Revocar: Dejar sin efecto el fallo y sustituirlo por otro.
3. Confirmar: Ratificar la sentencia dictada en primera instancia.

Este es el modo normal porque el tribunal cumple con el objetivo principal del recurso de apelación: revisar el fallo de primera instancia. 
Los modos anormales son aquellos por los cuales la apelación termina antes de que el tribunal de alzada se pronuncie sobre el fondo del asunto. Son anormales porque no se logra el objetivo de revisión, pero directos porque afectan específicamente al recurso de apelación.
Anteriormente, existía en Chile la figura de la "prescripción de los recursos de apelación y casación", que permitía terminar de manera anormal estos recursos si no se cumplían ciertos requisitos en tiempo y forma. Sin embargo, esta figura fue derogada con la reforma introducida por la Ley N° 20.886 de 2015 sobre Tramitación Electrónica, quedando solo el desistimiento del recurso de apelación.
El desistimiento es aquella renuncia expresa del recurso por aquel que lo ha impuesto. El Código de Procedimiento Civil se refiere a este en el artículo 217 incisos 2° (no es admisible la adhesión a la apelación si hay desistimiento) y 3° (registro del desistimiento por Tramitación Electrónica); y en el artículo 768 N°8 (a propósito del Recurso de Casación en la Forma). 
También existen modos indirectos de terminar el recurso de apelación. Estos incluyen:
1. Abandono del procedimiento: Ocurre cuando ninguna de las partes realiza actuaciones procesales dentro del plazo legal, provocando que el proceso caduque.
2. Desistimiento de la demanda: Cuando el demandante decide voluntariamente retirar su demanda, lo que pone fin al proceso y al recurso de apelación.
3. Transacción, avenimiento o conciliación: Acuerdos entre las partes que resuelven el conflicto fuera de la vía judicial. Estas figuras extinguen tanto el proceso como el recurso.
4. Abandono de la acción penal privada (en el ámbito penal): En delitos de acción penal privada, la víctima puede abandonar la acción, lo que pone fin al proceso penal y a cualquier recurso pendiente.

Como se puede observar, estos son los llamados Equivalentes Jurisdiccionales. 